# Kalinka Joakim
Kalinka Joakim (Rózsahegy (Liptó vármegye), 1602. – Zittau, 1678.) ágostai evangélikus szuperintendens.

## Élete
Kalinka János és Mokosini Fides fia. Tanult Radványban, Körmöcbányán, Bicsén, Bánon és Eperjesen; innét hívták meg Radványba kántornak, azután Rózsahegyre (Liptó vármegye) ment rektornak, ahol félév múlva diakónus lett. Innen Gradnára és Rajecre ment lelkésznek. Osztroszith István pártfogását megnyervén, ez 1637-ben Illavára hívta meg, ahol 30 évig lelkészkedett, egyszersmind az Ostrosich-család udvari papja volt. 1646-ban a banóczi (Banowcze) konventen, mely Illésházy Gáspár gróf elnöklete alatt tartatott, Láni Zachariás utódjául szuperintendensnek választatott és február 15-én Láni Gergely és Dubravius Dániel szuperintendensek által ünnepélyesen fölavattatott. Hivatalában nagy buzgalmat fejtett ki, különösen hitoktatása által a katolikusok közül többeket megnyert az ágostai evangélikus egyháznak; ezzel Illésházy Gáspár grófnak, az ágostai evangélikusok nagy pártfogójának, kegyét kiérdemelte. 1671. július 13-án és 28-án a pozsonyi delegatum judicium maga elé idézte, mivel Drabik ellene is terhelőleg nyilatkozott vallomásaiban. Noha ártatlannak találták, mégis csak a következő év május 4-én mehetett vissza gyülekezetébe. Megkezdődvén a protestánsok egyetemes üldöztetése, 1673-ban számos tiszttársával együtt ő is megidéztetett a pozsonyi törvényszék elé, s ott megjelenvén, aláírta azon térítvényt, melynek értelmében 38 társával együtt az országból kivándorolni tartozott. E tettét veje, Tarnóczy Márton szuperintendens, aki szintén önkéntes számkivetésbe ment, azzal mentegeti, hogy Kalinka Drezdába érkezése után szenvedő fogoly társainak segédkezet akart nyújtani. II. János György szász választófejedelem érte és vejéért közbenjárt ugyan a császárnál; mindazonáltal életét számkivetésben töltötte és 1678-ban meghalt Zittauban, ahol június 19-én temették el.

## Művei
- Lemma Funereum, quod Ex Capite 2. V. 12. 13. 14. 15. 16. 17. Ecclesiastae Solymorum excellentissimi: In obitum ... Dni. Johannis Ostrozith De Ghyletincz: Liberi Baronis Atq. Haereditarii Domini Arcis Illawa... Anno Christi. M. DC.XXXVII. I. Juniju Non plané expletis Vitae triginta octo Annis, Posonij vita functi, & Illaviae 12. Julij praetacti Anni monumento Avitico inhumati, Patroni sui benevoli: habuit... Trenchinii, 1637.
- Verus Mundus Veré piae & mundae Matronae To gest: Prawé Ozdoba Prawé Pobožné, a čistotné Matrony podlé Slowa k Týtowi... Léta Páne 1648. dne 10. Mesyce: Máge w Cyrkwj Illawske Lidu Božjmu Při wzactném Pochowáwánj Sslechetné, Pobozné, Vrozené Pani Barbory Marko z Puchowa; Wybomého a Vrozeného Pana Mikulásse Hrehuss, &c. Messténjna a Obiwatele Mestečka Illawy Manželky: Kteraužto Pán Bůh z Let bjdy Léta tohoto dne sedmého Mésyce Máge, mezy hodinau 8. a 9. pred polednem časne Smrti prostředkem milostiwé powolati ráčil... Uo. 1648.
- Disputatio de Ieiunio ... (Klein így adja czímét, a nyomtatási hely és év meghatározása nélkül.)
- Kiadta atyjának munkáját: Cum Deo! Justa Cygnea... Trencsin, 1638. és ennek D3 levél előlapján következik: Panegyricon Cygneae Cantionis... D. Johannis Kalinkii ... a Filio Naturali Joachimo Kalinkio institutum, latin distichonokban.
- A Tranoscius, Cythara Sanctorum. Lipsiae 1736. című gyűjteményben két egyházi éneke van, melyeket Ambrosius György Spasytednlná Prjpravva Smrti (Pozsony, 1778) című munkájába is fölvett.

Kéziratban: cseh katechismusa. Ecclesiastium protocollum, continens summam prouentuum, templa parochias et scholas, concernentium; opera eius 1649. in speciali visitationi conscriptum, Annales statuum, numerum, ordinem, prouentus, caeterasque res memoria dignas, ecclesiarum districtus Bannouicensis exhibentes, per eundem 1651. instituti, Virtutum visitatio specialis in comitatu Aruensi per eundem instituta, Pandectae superintendentiales, usibus venerandi contubernii Aurensis destinatae, posteritatis gratia adnotatae. (A négy utóbbit Rotarides Mihály Wittenbergbe vitte és ott a magyar könyvtárban helyezte el.) Diarium in quo Joachimus Kalinkius Superint... enarrat, per dies quid agebatur secum Posonii dum ad Judicium Regium Delegatum intricatus causae Drabetii Phanatici Anno 1671 et 72. citatus fuisset. 204 ívrétű lap, Daxner 1794-ben az eredeti tótból fordította. (A pozsonyi evang. lyceum könyvtárában.)